# السفح
السفح بلدة سورية تبعد عن مدينة رأس العين 10 كيلو متر وهي على الشق الأيسر لنهر الجرجب رافد للخابور. تمتاز القرية بطبيعتها الجميلة الآخاذة وبطيبة سكانها وكرمهم الشديد وتم تسميتها مجلس بلدة عام 2000 م
.

## السكان
تمتاز بخليط سكاني من العرب والشيشان الذين قطنوها في القرن 19 ميلادي وسموها ((بتق يورت)) حيث ان يورت باللغة الشيشانية تعني قرية وبتق هو القائد الشيشاني الذي قاد الشيشان إلى هذه المنطقة
و تعد الزراعة عصب الحياة لهذه البلدة.
كما تمتاز هذه البلدة بجوها اللطيف وطبيعتها الخلابة وخصوبة اراضيها، فيها مدرسة ابتدائية واعدادية وثانوية. ومن أهم العيل التي لا زالت تسكن هذة البلدة أل دولي وآل جاويش وآل حقي وال اختة وآل اوسترخان آل زوربيك
ال كدة ال رجب الاتبي ال محمد صالح ومنها كان المناضل الشهير عبد المحسن بيرسا ضد الانتداب الفرنسي..